# Triathlon aux Jeux du Commonwealth de 2006
Navigation
Manchester 2002 Glasgow 2014

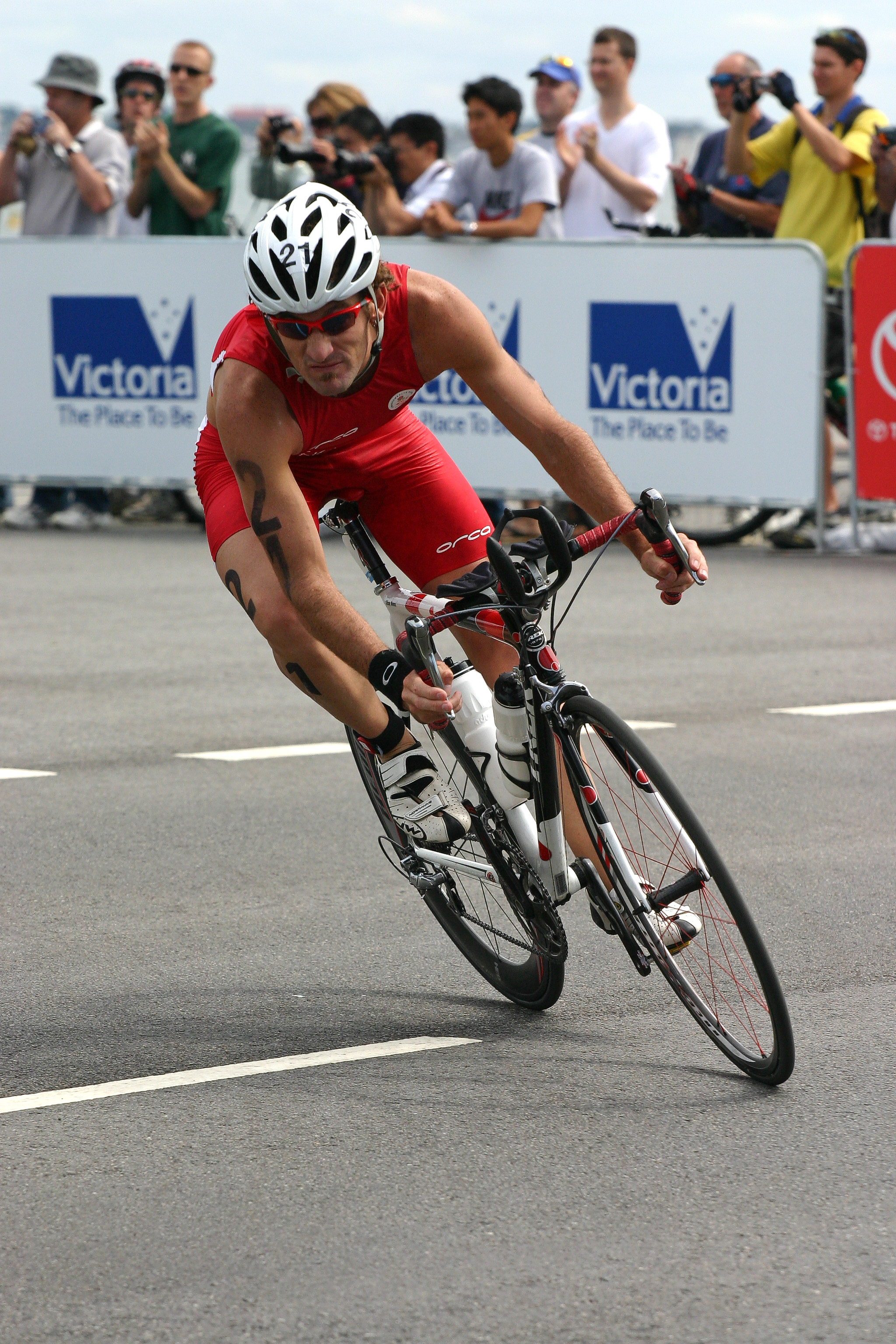
Tim Don en pleine course lors du triathlon des Jeux du Commonwealth 2006 à St Kilda, Australie.

L'épreuve de  triathlon aux Jeux du Commonwealth de 2006, se tient à Melbourne, Australie. Il s'agit de la deuxième édition du triathlon aux Jeux du Commonwealth. La compétition se déroule le 18 août 2006 et sont réparties sur deux épreuves (masculin et féminin).

## Format
1,5 km
  40 km
  10 km

## Résultats
Ces tableaux présentent les résultats des épreuves de triathlon aux Jeux du Commonwealth 2006.

### Palmarès hommes
| Pos.               | Nom                  | Pays               | Temps   |
| ------------------ | -------------------- | ------------------ | ------- |
| Médaille d'or      | Brad Kahlefeldt      | Australie          | 1:49:16 |
| Médaille d'argent  | Bevan Docherty       | Nouvelle-Zélande   | 1:49:26 |
| Médaille de bronze | Peter Robertson      | Australie          | 1:49:32 |
| 4                  | Tim Don              | Angleterre         | 1:49:38 |
| 5                  | Kris Gemmell         | Nouvelle-Zélande   | 1:50:10 |
| 6                  | Hamish Carter        | Nouvelle-Zélande   | 1:50:35 |
| 7                  | William Clarke       | Angleterre         | 1:50:42 |
| 8                  | Paul Tichelaar       | Canada             | 1:50:51 |
| 9                  | Stuart Hayes         | Angleterre         | 1:50:53 |
| 10                 | Hendrik de Villiers  | Afrique du Sud     | 1:50:53 |
| 11                 | Simon Thompson       | Australie          | 1:51:15 |
| 12                 | Brent McMahon        | Canada             | 1:51:50 |
| 13                 | Brad Storm           | Afrique du Sud     | 1:52:35 |
| 14                 | Marc Jenkins         | Pays de Galles     | 1:53:40 |
| 15                 | Gavin Noble          | Irlande du Nord    | 1:54:25 |
| 16                 | Colin Jenkins        | Canada             | 1:56:07 |
| 17                 | Brian Campbell       | Irlande du Nord    | 1:59:34 |
| 18                 | Ian Andrew le Pelley | Guernesey          | 2:03:36 |
| 19                 | Timothy Rogers       | Jersey             | 2:05:25 |
| 20                 | Damian Thacker       | Guernesey          | 2:05:44 |
| 21                 | Alan Rowe            | Guernesey          | 2:05:53 |
| 22                 | Scott Pitcher        | Jersey             | 2:06:34 |
| 23                 | Paul Clements        | Jersey             | 2:06:58 |
| 24                 | Marc Decaul          | Grenade            | 2:10:53 |
| 25                 | Cedric Bathfield     | Maurice            | 2:12:23 |
| 26                 | Christopher Symonds  | Ghana              | 2:14:41 |
| 27                 | Elliot Mason         | Antigua-et-Barbuda | 2:18:44 |
| 28                 | Michee Bhageea       | Maurice            | 2:19:54 |
| 29                 | Stanley Ofasisili    | Îles Salomon       | 2:28:11 |
| 30                 | Marcus Forau         | Îles Salomon       | 2:33:55 |
| 31                 | Wilfred Tony Bosa    | Îles Salomon       | 2:36:15 |

### Palmarès femmes
| Pos.               | Nom                  | Pays              | Temps   |
| ------------------ | -------------------- | ----------------- | ------- |
| Médaille d'or      | Emma Snowsill        | Australie         | 1:58:02 |
| Médaille d'argent  | Samantha Warriner    | Nouvelle-Zélande  | 1:58:38 |
| Médaille de bronze | Andrea Hewitt        | Nouvelle-Zélande  | 1:58:46 |
| 4                  | Debbie Tanner        | Australie         | 1:58:46 |
| 5                  | Annabel Luxford      | Australie         | 1:59:19 |
| 6                  | Elizabeth Blatchford | Angleterre        | 1:59:30 |
| 7                  | Andrea Whitcombe     | Angleterre        | 2:00:11 |
| 8                  | Flora Duffy          | Bermudes          | 2:00:35 |
| 9                  | Jill Savege          | Canada            | 2:00:54 |
| 10                 | Julie Dibens         | Angleterre        | 2:01:02 |
| 11                 | Annaliese Heard      | Pays de Galles    | 2:02:05 |
| 12                 | Suzanne Weckend      | Canada            | 2:02:18 |
| 13                 | Leanda Cave          | Pays de Galles    | 2:02:28 |
| 14                 | Felicity Abram       | Australie         | 2:03:24 |
| 15                 | Catriona Morrison    | Écosse            | 2:04:30 |
| 16                 | Kate Roberts         | Afrique du Sud    | 2:04:47 |
| 17                 | Helen Tucker         | Pays de Galles    | 2:05:30 |
| 18                 | Kerry Lang           | Écosse            | 2:06:16 |
| 19                 | Gillian Kornell      | Canada            | 2:06:43 |
| 20                 | Samantha Herridge    | Guernesey         | 2:08:10 |
| 21                 | Heather Wilson       | Irlande du Nord   | 2:12:46 |
| 22                 | Kimbeley Fui Li Yap  | Malaisie          | 2:17:29 |
| 23                 | Kelly Marie Mouttet  | Trinité-et-Tobago | 2:18:47 |
| 24                 | Karen Smith          | Bermudes          | 2:22:22 |

## Tableau des médailles
| Rang  | Nation           | Or | Argent | Bronze | Total |
| ----- | ---------------- | -- | ------ | ------ | ----- |
| 1     | Australie        | 2  | 0      | 1      | 3     |
| 2     | Nouvelle-Zélande | 0  | 2      | 1      | 3     |
| Total | Total            | 2  | 2      | 2      | 6     |